# Gabriel Suñer
Gabriel Suñer Sampol (Montuiri, Baleares, 2 de abril de 1924-Palma de Mallorca, 8 de noviembre de 2008) fue un futbolista español que jugaba en la demarcación de defensa.

## Biografía
Tras formarse como futbolista con la Unión Deportiva Porreras, a los veintitrés años fichó por el RCD Mallorca. Jugó en el club balear durante cuatro temporadas en la Segunda División de España, aunque solo disputó veintidós partidos. En 1951 se fue traspasado al Valencia CF, con el que debutó en primera división. Además disputó la final de la Copa del Generalísimo de fútbol 1952 contra el FC Barcelona. Tras fichar por el Real Betis en 1954, y pasar dos años en el club verdiblanco, se retiró como futbolista.
Falleció el 8 de noviembre de 2008 a los 84 años de edad.

## Clubes
| Club              | País   | Año         | Partidos | Goles |
| ----------------- | ------ | ----------- | -------- | ----- |
| RCD Mallorca      | España | 1947 - 1951 | 22       | 0     |
| Valencia CF       | España | 1951 - 1954 | 49       | 0     |
| Valencia Mestalla | España | 1954        | 1        | 0     |
| Real Betis        | España | 1954 - 1956 | 12       | 0     |